# Extra Zorgvoorziening
Een Extra Zorgvoorziening is een speciale afdeling in het gevangeniswezen voor kwetsbare gedetineerden. Deze groep kan moeilijk meekomen en functioneert niet goed op een normale afdeling. Dit kan zowel een lichamelijke als geestelijke oorzaak hebben. Vergeleken met een normale afdeling zitten deze mensen in kleinere groepen met meer bescherming; daarnaast biedt men deze gedetineerden meer dagstructuur. Hun dagprogramma kent daarom een duidelijke, vaste indeling zodat men weet wat men kan verwachten.
Deze relatief prikkelarme omgeving biedt ook de mogelijkheid tot het stellen van juiste diagnoses. Verder probeert het personeel de gedetineerden tot activiteit te bewegen en voor een mogelijke behandeling te motiveren.